# Андершоу
Андершоу (англ. Undershaw) — бывший дом писателя Артура Конан Дойля, создателя Шерлока Холмса. Расположен в деревне Хиндхед в графстве Суррей, недалеко от города Хаслмир и примерно в 40 милях (64 км) к юго-западу от Лондона. Ныне в здании размещена школа для детей с особыми потребностями.
Дом был построен по заказу писателя, здесь он жил со своей женой Мэри Луизой и детьми с 1897 по 1907 год, и здесь им были написаны многие его произведения.

## История
В 1895 году писатель купил 4 акра земли за 1000 фунтов стерлингов и заказал строительство дома архитектору Джозефу Генри Боллу. Строительство затянулось больше чем на два года и сильно подорвало финансовое положение писателя, что стало одной из причин «воскрешения» им Шерлока Холмса.
Дом построен из красного кирпича, он асимметричен. Главный вход вёл в двухэтажный вестибюль с кирпичным камином, столовая могла вместить тридцать человек, была бильярдная и личный кабинет. Нынешняя планировка состоит из 14 спален, площадью 930 м².
В доме имелся генератор электрического освещения, что в то время было новшеством за пределами городов.
Дойл жил в доме в течение десяти лет между 1897 и 1907 годами. Здесь им были написаны многие его произведения, в том числе «Собака Баскервилей», «Возвращение Шерлока Холмса» и «Сэр Найджел», некоторые детали обстановки Андершо угадываются в рассказе «Подрядчик из Норвуда».
В 1907 году после смерти Луизы от туберкулёза писатель переехал в Кроуборо, графство Суссекс. Дом был сдан в наём, предполагалось, что должен был перейти к сыну писателя, но после его трагической гибели Дойль продал дом почти за бесценок.
С 1914 по 2004 год в доме располагалась гостиница.

## Значение и борьба за сохранение
В 2004 году гостиница, располагавшаяся в доме, была закрыта. Дом, находящийся в ужасном состоянии, был приобретён частным лицом, и с согласия местного муниципалитета было решено перестроить его под жилые апартаменты, а территорию застроить таунхаусами.
Для спасения дома активистами был создан «Фонд сохранения Андершоу», который возглавил Марк Гэтисс — один из сценаристов сериала «Шерлок», который сообщил:

Именно здесь появилась на свет собака Баскервилей, здесь обрел волшебное спасение из пропасти Рейхенбахского водопада Шерлок Холмс. По-моему, тот факт, что дом одного из величайших, всемирно известных писателей пришел в такое запустение, свидетельствует о том, что в духовной жизни современного общества далеко не все благополучно.
В 2007 году, с огромным трудом и скандалами, удалось добиться включения дома в «Список исторических зданий», но только на 2 уровень, а поначалу местные власти вообще отвергли заявку, поскольку сочли, что Конан Дойля «нельзя назвать автором уровня Чарльза Диккенса или Джейн Остин». Ведущие писатели, включая Джулиана Барнса и Иэна Рэнкина, осудили министра культуры Тессу Джоуэлл за неспособность понять место Конан Дойля в культурном наследии страны.
В 2014 году дом и территория были выкуплены благотворительным фондом DFN для школы для детей с особыми потребностями.